# مقاطعة ديكينسون (كانساس)
مقاطعة ديكينسون (بالإنجليزية: Dickinson County)‏ هي إحدى المقاطعات في ولاية كانساس، الولايات المتحدة الأمريكية.

## أعلام
- فيرجيل باير